# Reunion 〜Once Again〜
「Reunion 〜Once Again〜」（りゆにおん）は、今井麻美の18枚目のシングルとして2016年10月26日に5pb.Recordsから発売された。

## 概要
表題曲「Reunion 〜Once Again〜」は、2016年10月13日発売のPS Vitaゲーム『プラスティック・メモリーズ』のエンディングテーマに使用された。
カップリングの「Fanfare!」には、スマホゲーム『A lot of Stories』の主題歌に使用された。

## シングル収録内容
CD
1. Reunion 〜Once Again〜
作詞：林直孝・濱田智之／作曲・編曲：青木宏憲
2. Dash!My love
作詞：sorano／作曲・編曲：松坂康司
3. Fanfare!
作詞：青Yりんご／作曲・編曲：金崎真士
4. Reunion 〜Once Again〜 (off vocal)
5. Dash!My love (off vocal)
6. Fanfare! (off vocal)

DVD
1. Reunion 〜Once Again〜 Music Video（DVD付盤、ライブ盤）
2. Reunion 〜Once Again〜 Music Video メイキング（DVD付盤のみ）
3. 今井麻美バースデーライブ2015「Wonder Place」映像（ライブ盤のみ）